# Kolostrom aralkovitý

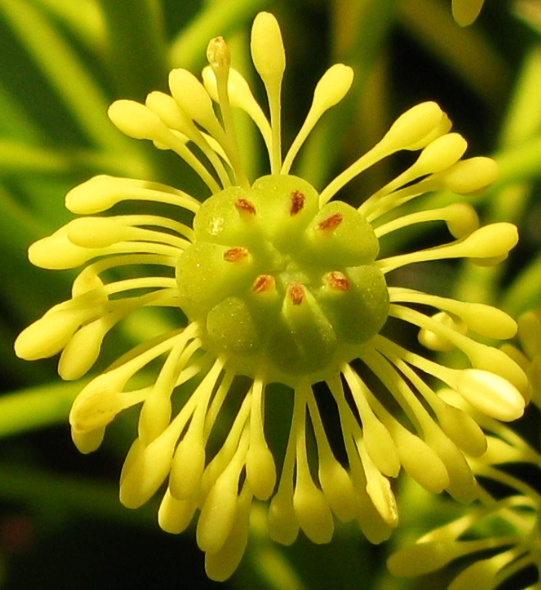
Detail květu kolostromu

Kolostrom aralkovitý (Trochodendron aralioides) je stálezelený bohatě kvetoucí strom, je to jediný druh monotypického rodu kolostrom.

## Výskyt
Roste na rozhraní mírného a subtropického podnebného pásu pouze na Tchaj-wanu, v Jižní Koreji a Japonsku ve stálezelených lesích v nadmořské výšce 300 až 2700 m n. m. Nejlépe mu vyhovuje na humus bohatá vlhká půda bez vápníku. Je tolerantní k zastíněným polohám, mladé rostlinky částečný stín přímo vyžadují. V období klidu krátkodobý mráz nevadí, ale během růstu nesnáší chlad.
Roste v místech s průměrnou roční teplotou mezi 9 až 15 °C (v Praze asi 10 °C ) a ve vlhkém klimatu, kde roční úhrn srážek je asi 3000 mm (v Praze asi 450 mm).

## Popis
Je to neopadavý strom nebo i keř, poměrně náročný na půdní i klimatické podmínky, který roste velmi pomalu. Ve své domovině dorůstá při souhře optimálních podmínek do výše 20 metrů a jeho kmen může mít průměr téměř 2 m, někdy však mívá tvar keře a nepřevyšuje 2 m. Má krátké, tenké a hladké, hnědé nebo šedé větve s aromatickou kůrou, na jejich koncích vyrůstají kožovité listy dlouhé od 5 do 12 cm a široké od 3 do 7 cm. Listy s robustními řapíky dlouhými od 3 do 7 cm jsou bez palistů, po opadu (zhruba za 3 roky) zanechávají na větvích jizvy. Vyrůstají ve spirále tak nahuštěně že to vypadá, jako by všechny (4 až 12) rostly v jednom přeslenu. Listové čepele se zpeřenou žilnatinou (5 až 7 žilek po každé straně střední žily) jsou vejčité, obvejčité, eliptické, mnohdy také obkopinaté, vrcholy mají tupě nebo ostře zašpičatělé. Okraje jsou v podstatě celistvé, někdy drobně apikálně pilovité, svrchu jsou lesklé tmavě zelené, naspodu světlejší. Během svého vývoje mění listy barvu, na jaře nové raší v barvě lososově růžové, pak se stanou bronzovými a v létě dostávají barvu sytě zelenou. Xylém překvapivě neobsahuje cévy, ale vývojově původnější cévice.
Na koncích loňských větví se vytvářejí světle zelené až žlutavé květy na stopkách dlouhých 1,5 až 3,5 cm, které jsou podpírány brzy usychajícími podlouhlými listeny o délkách 1 až 2,5 cm. Vonné květy mívají v průměru 1 až 2,5 cm a jsou po 10 až 20 uspořádány do 5 až 13 cm dlouhých terminálních lat nebo vrcholíků. Jednotlivé rostliny mívají květy bisexuální nebo polygamní. Květy nemají korunu, kalich, květní lůžko ani češuli. Mají četné (40 až 100), ve 3 až 4 kruzích seřazené, výhradně plodné nitkovité tyčinky. Jsou dlouhé 4,5 až 5 mm a mají podélně se otvírající podlouhlé, žlutohnědé prašníky dozrávající dostředivě. Gyneceum je složeno nejčastěji ze 4 (někdy 7 až 11) plodolistů. Pestíky ve shodném počtu mají krátkou vzpřímenou čnělku s bliznou, stejný počet pouzder mívá i spodní semeník s nektarovými žlázkami na povrchu, vajíček bývá 25 až 30. Sporangium obsahuje čtyři haploidní spory. Pylová zrna, slepená v jednu hrudku, klíčí 3 až 4 kolpátními aperturami. K opylení dochází většinou větrem, méně častěji hmyzem. Chromozómové číslo: 2n = 40.

## Rozmnožování

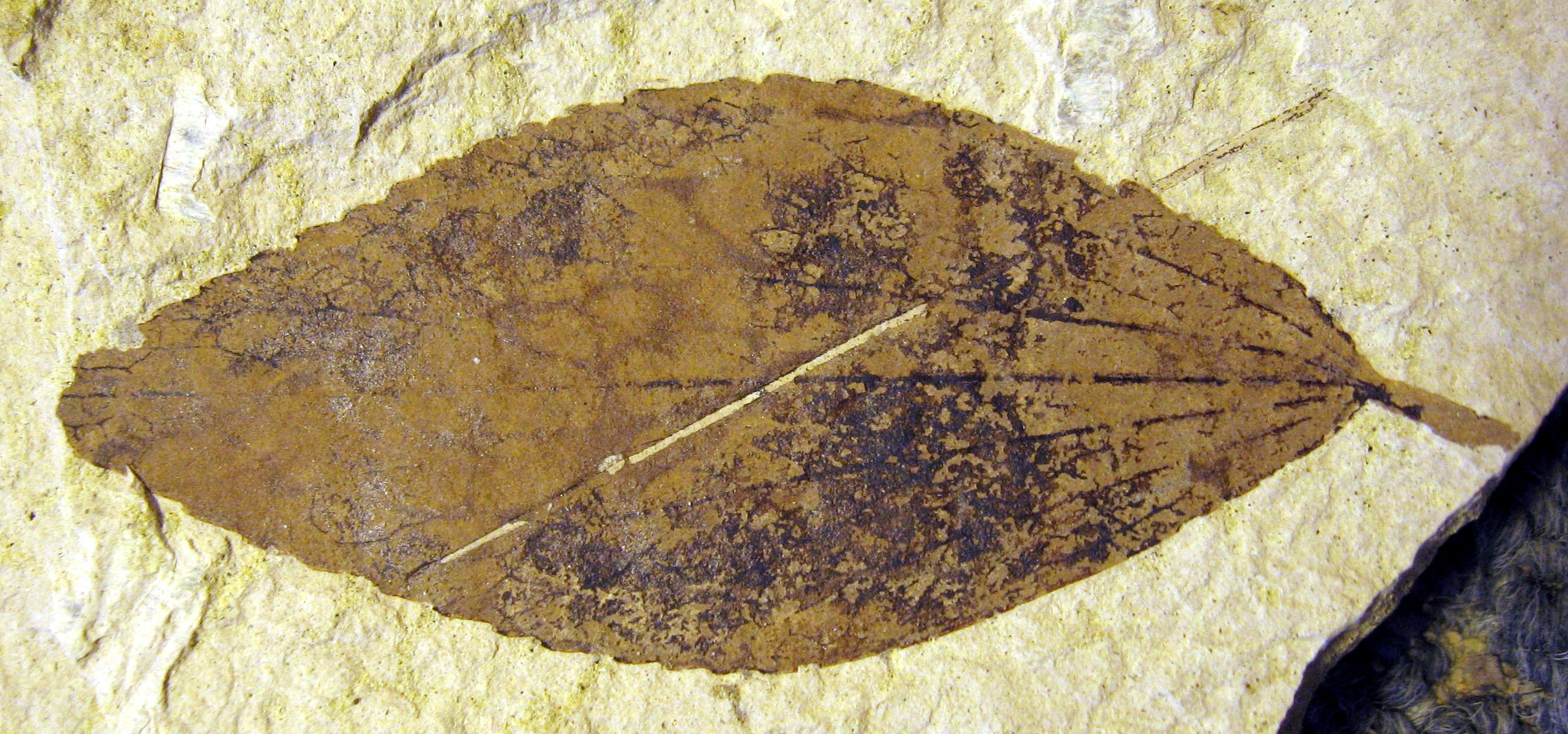
Fosilní otisk listu †Trochodendron nastae

Plody jsou na stopce ve 2 cm kruhu srostlé, pukající tmavě hnědé nebo šedé tobolky veliké 7 až 10 mm, každá obsahuje několik podlouhlých vřetenovitých, svraštělých, černých nebo červeně hnědých semen. Ta jsou dlouhá od 3 do 3,5 mm, mají tenké osemení, tučný endosperm a rovné embryo. Kolostrom lze rozmnožovat na podzim semeny, nejlépe ošetřenými chladem (jarovizace), která klíčí na světle a v létě se může množit zpola vyzrálými rostlinnými řízky.
Kolostrom lze pěstovat i v podmínkách Střední Evropy, je prý mrazuvzdorný až do -24 C. K dostání jsou mladé rostlinky ve specializovaných zahradnictvích. V zahradě většinou vytvoří keřík který doroste do výšky sotva 2 m.

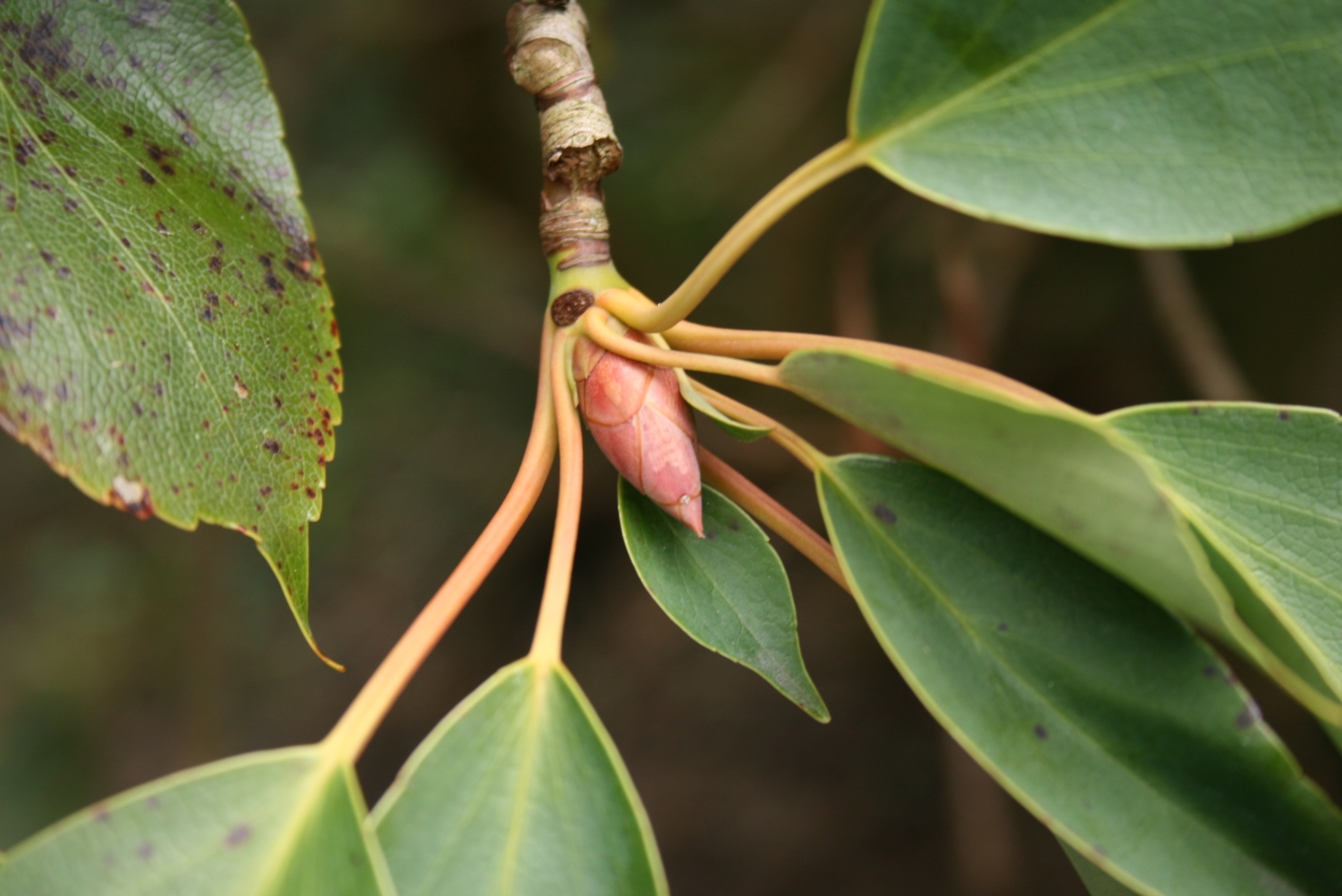
Rašící listy
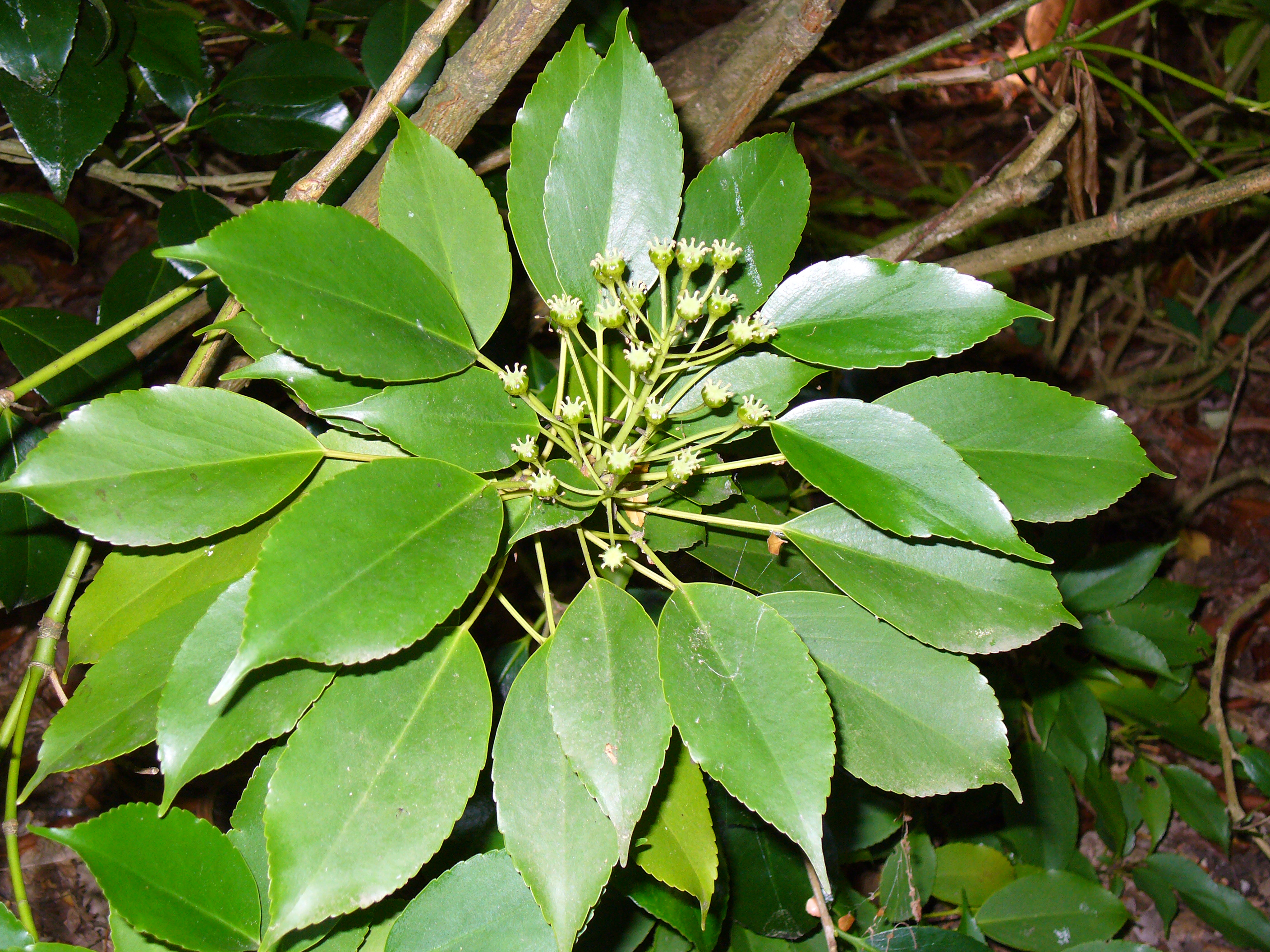
Zdánlivý přeslen
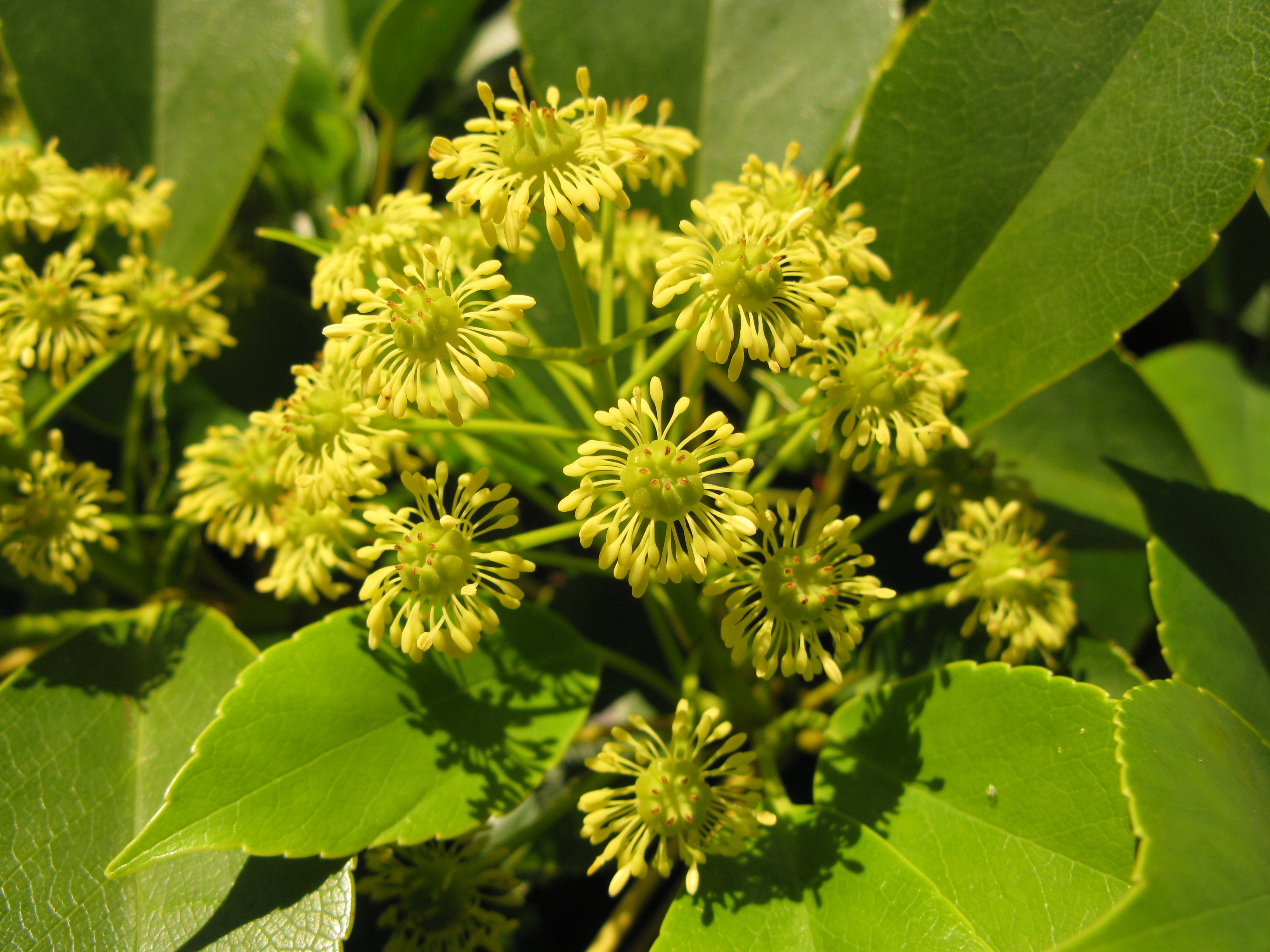
Květenství
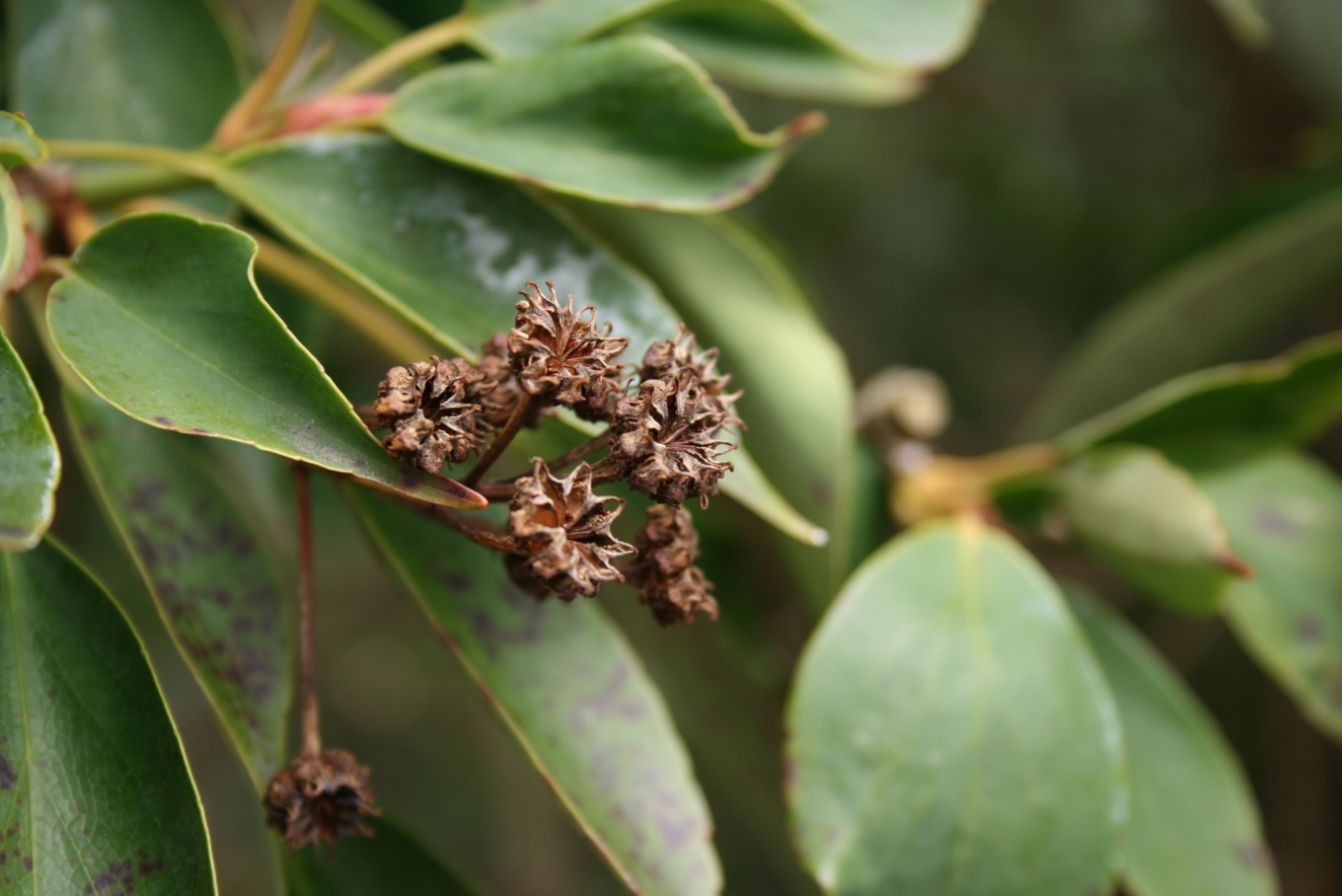
Otevřené tobolky

## Historie
Historie rodu Trochodendron je velice prastará, jsou dobře zdokumentované fosilní záznamy z eocénu a miocénu v západních oblastech Severní Ameriky a z miocénu na Kamčatce a v Japonsku. Byly nalezeny konzervované záznamy listů i plodů a pyl. Z fosilních nálezů se také vyvozuje jeho postupný ústup, zapříčiněný změnou klimatu, z původního rozšíření téměř po celé severní polokouli do dnešního malého teritoria; dovozuje se také větší početnost jeho druhů. Na obr. fosilie stará 49 mil. let z období ypresian v eocénu nalezena ve Ferry County ve státě Washington ve Spojených státech severoamerických.